# Barry Lyndon
Barry Lyndon er er britisk/amerikansk film fra 1975 instrueret og skrevet af Stanley Kubrick. Den er en filmatisering af romanen The Luck of Barry Lyndon af William Makepeace Thackeray om en hasardspiller sidst i 1700-tallet, der langsomt indynder sig i samfundets fine kredse. 
Den blev en af Kubricks mindre succesfulde film på trods af stærke skuespillerpræstationer, Kubricks innovative fotografering, hvor han i samarbejde med NASA udviklede en kameralinse, som kunne absorbere mere lys end tidligere, hvilket gjorde det muligt at fotografere scener kun med stearinlys, samt sans for historisk korrekte detaljer, som var frugten af researcharbejdet om Napoleon-tiden. Filmen blev et flop i de amerikanske biografer, men fandt et stort publikum i Europa og specielt i Frankrig. Som med de fleste Kubrick-film er Barry Lyndon dog også blevet mere anerkendt med årene, specielt blandt filmskabere som Martin Scorsese og Steven Spielberg.

## Handling
Barry Lyndon er på ingen måde tilfreds med sin ydmyge herkomst og opvækst. Fast besluttet på at søge lykke, magt og penge drager han ud i verden. Gennem held, handlekraft og romantiske eskapader lykkes det Barry at blive en holden mand i det krighærgede Europa i 1700-tallet. Men i processen er han også blevet kold og beregnende og prisen for succes viser sig at være høj

## Medvirkende
| Skuespiller       | Rolle                 |
| ----------------- | --------------------- |
| Ryan O'Neal       | Barry Lyndon          |
| Marisa Berenson   | Lady Lyndon           |
| Patrick Magee     | Chevalier de Balibari |
| Hardy Krüger      | Kapten Potzdorf       |
| Steven Berkoff    | Lord Ludd             |
| Gay Hamilton      | Nora Brady            |
| Marie Kean        | Mrs. Barry            |
| Diana Koerner     | Tysk pige             |
| Murray Melvin     | Pastor Samuel Runt    |
| Frank Middlemass  | Sir Charles Lyndon    |
| André Morell      | Lord Wendover         |
| Arthur O'Sullivan | Landevejsrøver        |
| Godfrey Quigley   | Kapten Grogan         |
| Leonard Rossiter  | Kapten Quin           |
| Philip Stone      | Graham                |
| Leon Vitali       | Lord Bullingdon       |
| Dominic Savage    | Den unge Bullindon    |